# Centrale de Vianden
La centrale hydroélectrique de Vianden est une centrale hydroélectrique de pompage luxembourgeoise, sur le cours supérieur de la rivière Our, juste au nord de la ville de Vianden, chef-lieu du canton de Vianden au nord-est du Luxembourg, près de la frontière allemande.
La centrale emploie la technique de pompage-turbinage pour produire de l'électricité pendant les heures de pointe.
La construction de la centrale a débuté en 1959 et les premiers groupes pompe-turbine ont été mis en service en 1962. Un 10e groupe a été installé en 1976, portant la puissance installée de la centrale à 1 096 MW. La production moyenne de la centrale est de 1650 GWh par an. Le 11e groupe a été mis en service en décembre 2014, portant la puissance installée de la centrale à 1 296 MW.

## Historique
Les études pour ce projet furent lancées en 1925 mais l'idée fut abandonnée faute de financement et de force de pression politique. Le 10 juillet 1958, un traité fut signé entre le Luxembourg et le Land allemand de Rhénanie-Palatinat, également arrosé par la rivière Our, pour lancer la construction qui débuta en août 1959. Les quatre premiers groupes pompe-turbine furent mis en service durant l'hiver 1962/63 et les cinq autres en 1964. l'inauguration officielle de la centrale eut lieu le 17 avril 1964.
La centrale de Vianden était à l'époque jugée si importante qu'elle était représentée sur l'ancien billet de 100 Franc luxembourgeois de 1963.
L'installation du dixième groupe commença en 1970 et fut opérationnelle à la fin 1976. Elle nécessita l'agrandissement du réservoir supérieur, connue comme Réservoir Supérieur II.
L'étude pour un 11e groupe de 200 MW commença en 2006 et les plans furent achevés en 2009 par Lahmeyer International,. La construction commença en janvier 2010. Pour s'adapter au nouveau groupe, les capacités des deux réservoirs supérieur et inférieur vont être accrues de 500 000 m3. Pour ce faire, la digue du réservoir supérieur sera surélevée de 100 cm et celle du réservoir inférieur de 50 cm. De plus, une nouvelle caverne et un jeu de tunnels à l'est de la caverne des machines principale ont été construits pour héberger le groupe turbine-générateur et les conduites. L'excavation de ces tunnels et cavernes a été achevée le 31 mai 2011. Le 15 juin 2010, le réservoir supérieur I a été asséché pour installer la structure de la nouvelle prise d'eau, qui a été achevée en novembre 2010. La construction de la nouvelle conduite d'aspiration / refoulement a commencé le 16 mai 2011. Un batardeau a été construit autour du site dans le réservoir inférieur. Le groupe a été mis en service en décembre 2014.

## Entité propriétaire
Le propriétaire de la centrale est la Société Électrique de l'Our, dont les principaux actionnaires sont l'État du Grand-Duché de Luxembourg : 40,3 % et le groupe électrique allemand RWE Power : 40,3 %.
Le fonctionnement de la centrale est géré par RWE Supply&Trading à Essen.

## Transfert d'énergie par pompage
La centrale produit de l'électricité en transférant l'eau entre deux réservoirs. Pendant les périodes de faible demande d'électricité (habituellement pendant la nuit, sur une plage de 8 heures), l'eau est pompée depuis le réservoir inférieur jusqu'au réservoir supérieur, puis, lorsque la demande d'électricité est élevée, l'eau est re-déversée dans le réservoir inférieur en actionnant au passage les turbines afin de couvrir la demande de pointe. La différence de prix d'électricité entre les deux périodes rend l'opération rentable malgré la perte de rendement. Ce cycle est répété quotidiennement ou selon les besoins. Pendant une séquence de pompage ou de turbinage, environ 5,5 millions de m3 peuvent être transférés d'un réservoir à l'autre.

## Caractéristiques techniques des barrages

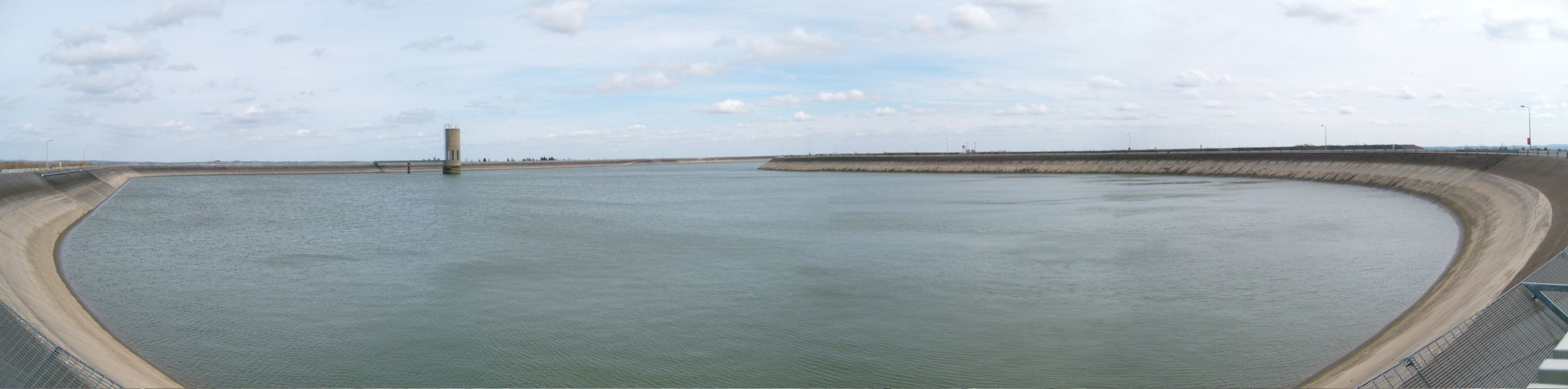
Réservoir supérieur.

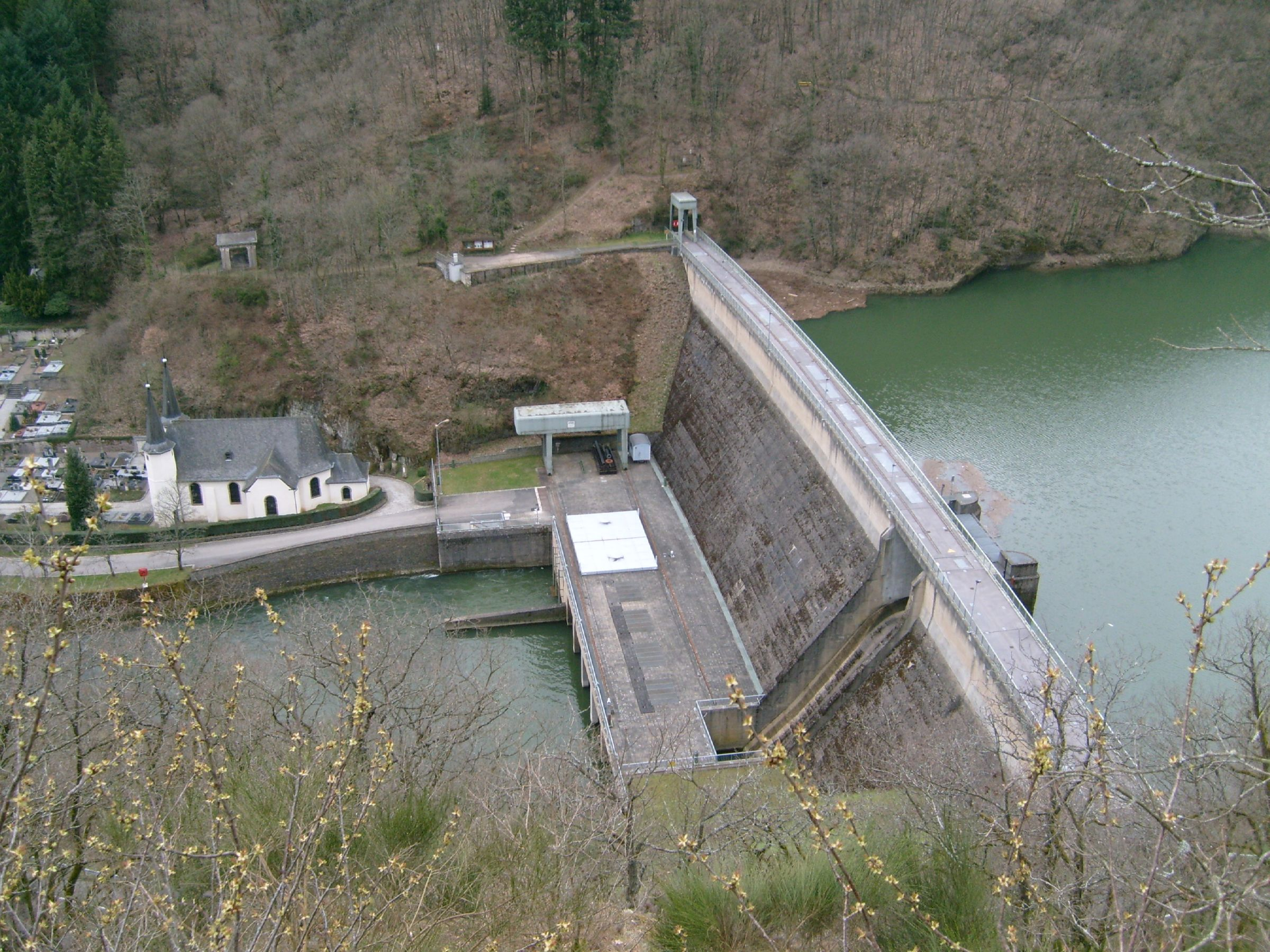
Barrage du réservoir inférieur de Vianden sur la rivière Our.

La centrale est composée de deux réservoirs (supérieur et inférieur), deux centrales et des structures qui s'y rattachent, telles que tunnels, prises d'eau et transformateurs. Le réservoir inférieur est situé sur la rivière Our, frontalière avec l'Allemagne, et le supérieur est situé tout près au-dessus, sur la montagne Saint Nicolas.
Le réservoir supérieur est divisé en deux sections, I & II. Il est formé d'un barrage continu et les sections sont séparées par un barrage équipé de vannes. La capacité de stockage totale du réservoir supérieur (I & II) est de 7,23 millions de m3 ; sa capacité utile est de 6,84 millions de m3 (réservoir supérieur I : 3,01 Mm3 ; réservoir supérieur II : 3,83 Mm3). Pour alimenter en eau les turbines ainsi que pour déverser l'eau refoulée par les pompes, les deux réservoirs supérieurs ont des prises d'eau/déversoirs combinés. Le réservoir supérieur I alimente en eau en priorité la centrale principale (900 MW) et le réservoir supérieur II alimente une centrale secondaire (196 MW) bien que les deux réservoirs sont à la même altitude et peuvent équilibrer leurs niveaux.
Le réservoir inférieur est situé sur la rivière Our, qu'il retient au moyen d'un barrage-poids haut de 30 m et long de 130 m dénommé « Barrage de Vianden », dont le plan d'eau long de 8 km s'étend jusqu'à Stolzembourg. Ce réservoir a une capacité de stockage brute de 10,8 millions de m3 dont 6,84 Mm3 de volume utile (c'est-à-dire utilisable pour le pompage vers le réservoir supérieur). Son altitude est de 227,5 m tandis que celle du réservoir supérieur est de 510,4 m. La différence entre ces deux altitudes offre une hauteur de chute maximale de 291,3 m et minimale de 266,5 m,.
Lorsque l'extension de 200 MW sera achevée, la taille des deux réservoirs sera augmentée et la puissance installée de la centrale passera de 1 096 MW à 1 296 MW,.

## Conduites forcées
La centrale souterraine est reliée au bassin supérieur par 2 conduites forcées blindées, dont le diamètre est de 6 et 6,5 m et la longueur de 625 m et 856 m, et au bassin inférieur par 2 ouvrages de fuite.
La centrale à puits (groupes 10 et 11) se trouve à proximité immédiate du bassin inférieur, elle est reliée au bassin supérieur par une conduite forcée spéciale.

## Centrale électrique

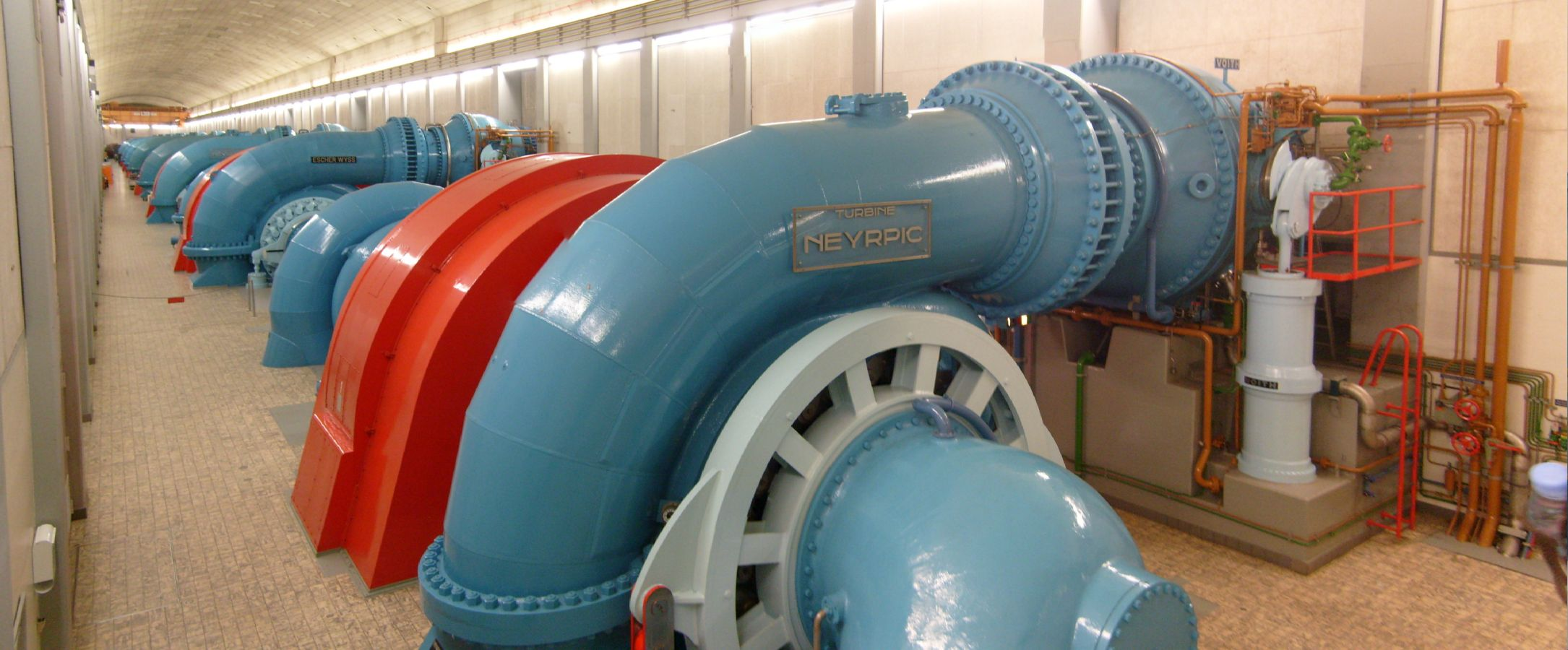
La caverne principale de la centrale : groupes pompe-turbine.

L'eau du réservoir supérieur I est envoyée à la centrale principale, équipée de neuf turbines Francis réversibles, à travers un système de tunnels et de conduites forcées. Cette centrale est installée dans une caverne creusée sous la Montagne Saint-Nicolas, longue de 330 m, haute de 25 m et large de 15 m. Pendant le turbinage, chaque turbine a une puissance installée de 100 MW et pendant le pompage de 70 MW. Chacun des neuf groupes pompe-générateur peut turbiner 39,5 m3/s d'eau lorsqu'il produit de l'électricité et peut pomper 21 m3/s d'eau vers le réservoir supérieur lorsqu'il fonctionne en mode pompe. La prise d'eau du réservoir supérieur II envoie l'eau à la centrale secondaire, une centrale à puits équipée d'une turbine Francis réversible, dont la puissance installée est de 196 MW en turbinage et de 220 MW en pompage ; elle peut turbiner 77 m3/s et pomper 74 m3/s. Après turbinage, les deux centrales rejettent l'eau dans le réservoir inférieur.
Au total, le débit en turbinage est de 432 m3/s et en pompage de 266 m3/s ; la puissance en turbinage atteint 1100 MW et en pompage 836 MW ; le rendement est de 74 %.
L'électricité nécessaire au pompage est prélevée sur le réseau haute tension de l'opérateur de réseau allemand Amprion (dont RWE était l'actionnaire majoritaire et reste l'actionnaire principal) et l'électricité produite est injectée sur ce même réseau 220 kV via la sous-station de Niederstedem.

## Source de traduction
- (en) Cet article est partiellement ou en totalité issu de l’article de Wikipédia en anglais intitulé « Vianden Pumped Storage Plant » (voir la liste des auteurs).

- (de) Cet article est partiellement ou en totalité issu de l’article de Wikipédia en allemand intitulé « Pumpspeicherwerk Vianden » (voir la liste des auteurs).